# オーストラリアコウイカ
オーストラリアコウイカ（濠太剌利甲烏賊、学名 : Sepia apama）はコウイカ目コウイカ科に属する世界最大のコウイカである。外套膜が50cm、体重10.5kgに達する。オーストラリア南海岸から西オーストラリア州のシャーク湾の岩礁や水深100mの海底近くに生息する。

## 繁殖
南方で冬行われる。一妻多夫制で、オスはメスを引き付けるために隠蔽色から鮮やかな色へ変化する。一部のオスはメスへの警戒心を解くためにメスの色を模す。交尾し産卵した後、死を迎える。

## 生態
オーストラリアコウイカは昼行性で、90～150メートルの縄張りを持っている。彼らは一日の約95%を休息に費やしているため、大部分のエネルギーは身体の成長にまわされる。これはタコに似た性質である。
産卵のための数週間を除き、日中の3.7％と夜間の2.1％の時間は採餌に費やされ、それ以外の時間は休息や天敵から身を隠すために使われる。

### 生態系における役割
オーストラリアコウイカは、インド洋のハンドウイルカに捕食される。イルカが南オーストラリアのスペンサー湾でコウイカのスミと甲を取り除く様子が観察されている。